# Clarksville (Tennessee)
Clarksville je město v okresu Montgomery County ve státě Tennessee ve Spojených státech amerických. Jde o páté největší město v Tennessee po městech Memphis, Nashville, Knoxville a Chattanooga. Je zároveň 159. největším městem ve Spojených státech.
K roku 2020 zde žilo 166 722 obyvatel. S celkovou rozlohou 260 km² byla hustota zalidnění 646 obyvatel na km². Město bylo založeno v roce 1785 a pojmenováno po generálovi Georgi Rogersovi Clarkovi. ve městě sídlí Austin Peay State University a noviny The Leaf-Chronicle. Ve městě krátce žil kytarista Jimi Hendrix.